# Schema.org
Schema.org est un schéma de micro-données utilisé sur le Web. Les micro-données permettent aux robots d'indexation de saisir plus précisément le sens des pages indexées.
Le projet a défini une méthode pour étendre le mécanisme avec de nouvelles propriétés, et une adaptation du schéma au format RDF est disponible. À terme, il est également prévu de supporter plusieurs formats différents en plus des micro-données. Une liste de diffusion permet de coordonner le projet.

## Historique
L'initiative est lancée conjointement par Bing, Google et Yahoo! le 2 juin 2011,,.
Yandex rejoint également le projet le 1er novembre 2011,.
Le 8 novembre 2012, le schéma GoodRelations (en) est ajouté au projet afin de faciliter l'intégration de sites de vente en ligne.
La plupart du vocabulaire de Schema.org demeure inspiré de formats précédents comme les microformats, FOAF ou OpenCyc. De plus, les microformats comme hCard restent pour l'instant plus présents sur le Web que les micro-données.

## Exemple
L'exemple suivant montre l'utilisation de micro-données dans du HTML5 avec le schéma de Schema.org afin de fournir des informations sur un film :
```
<div
 
itemscope
 
itemtype=
"http://schema.org/Movie"
>

  
<h1
 
itemprop=
"name"
>
Avatar
</h1>

  
<div
 
itemprop=
"director"
 
itemscope
 
itemtype=
"http://schema.org/Person"
>

  
Réalisateur
 
:
 
<span
 
itemprop=
"name"
>
James
 
Cameron
</span>

(né
 
le
 
<time
 
itemprop=
"birthDate"
 
datetime=
"1954-08-16"
>
16
 
août
 
1954
</time>
)

  
</div>

  
<span
 
itemprop=
"genre"
>
Science-fiction
</span>

  
<a
 
href=
"../movies/avatar-theatrical-trailer.html"
 
itemprop=
"trailer"
>
Bande-annonce
</a>

</div>

```